# Навои (аэропорт)
Международный Аэропорт Навои (узб. Navoiy Xalqaro Aeroporti) — аэропорт в городе Навои, Узбекистан. Назван в честь Алишера Навои.

## История создания
Аэропорт Навои был открыт в 1962 году во времена Советского Союза. В 1992 году указом президента Узбекистана вместе с созданием компании Узбекистон хаво йуллари (Узбекские Авиалинии), аэропорту Навои был присвоен статус международного.
В 2007-м году была произведены работы по повышению пропускной способности аэропорта, была произведена полная реконструкция взлётно-посадочной полосы и рулёжных дорожек, была произведена установка современной системы освещения и построена новая башня управления воздушным движением.
В 2009 году Корейская Авиатранспортная Компания взяла на себя руководство аэропортом в соответствии с планом 10-летнего развития и дальнейшего ускорения программы модернизации. Строительство крупнейшего терминала грузовых авиаперевозок в Центральной Азии, который может обрабатывать 100 000 тонн грузов в год с использованием новейшего оборудования, было завершено, терминал введён в эксплуатацию 12 августа 2010 года, был также построен грузовой перрон для размещения 5 самолетов Боинг 747—400, а также 4 дополнительных топливных хранилища, которые могут хранить до 5 млн литров авиационного топлива в целом, что достаточно для заправки 25 крупных судов типа B747-400 самолетов. В августе 2008 года Корейскими Авиалиниями был произведён 1-й грузовой рейс из Навои, и за счёт увеличения частоты теперь работают 12 еженедельных Боинг 747-400Ф рейсов в Инчхон, Брюссель и Милан.
Узбекские Авиалинии начали грузовые перевозки на основе Навоийского аэропорта в мае 2009 года, и по настоящее время действуют 18 еженедельных рейсов в Бангкок, Дели, Мумбай и Франкфурт-на-Майне. В Аэропорту Навои работают 3 авиакомпании, выполняющие рейсы в 9 городов в 8 странах, включая пассажирские рейсы, также ведётся работа по созданию новых маршрутов.

## Авиалинии и направления

### Пассажирские
- Uzbekistan Airways: Москва (Внуково)
- Silk Avia: Ташкент

### Транспортные
- Korean Air направления: Базель/Мюлуз, Брюссель, Милан/Мальпенса, Сеул/Инчхон, Тель-Авив/Бен-Гурион, Вена, Сарагоса
- Uzbekistan Airways направления: Мумбай, Дели, Дубай, Стамбул, Тяньцзинь, Бишкек, Москва